# Karlfeldtsgården Sångs

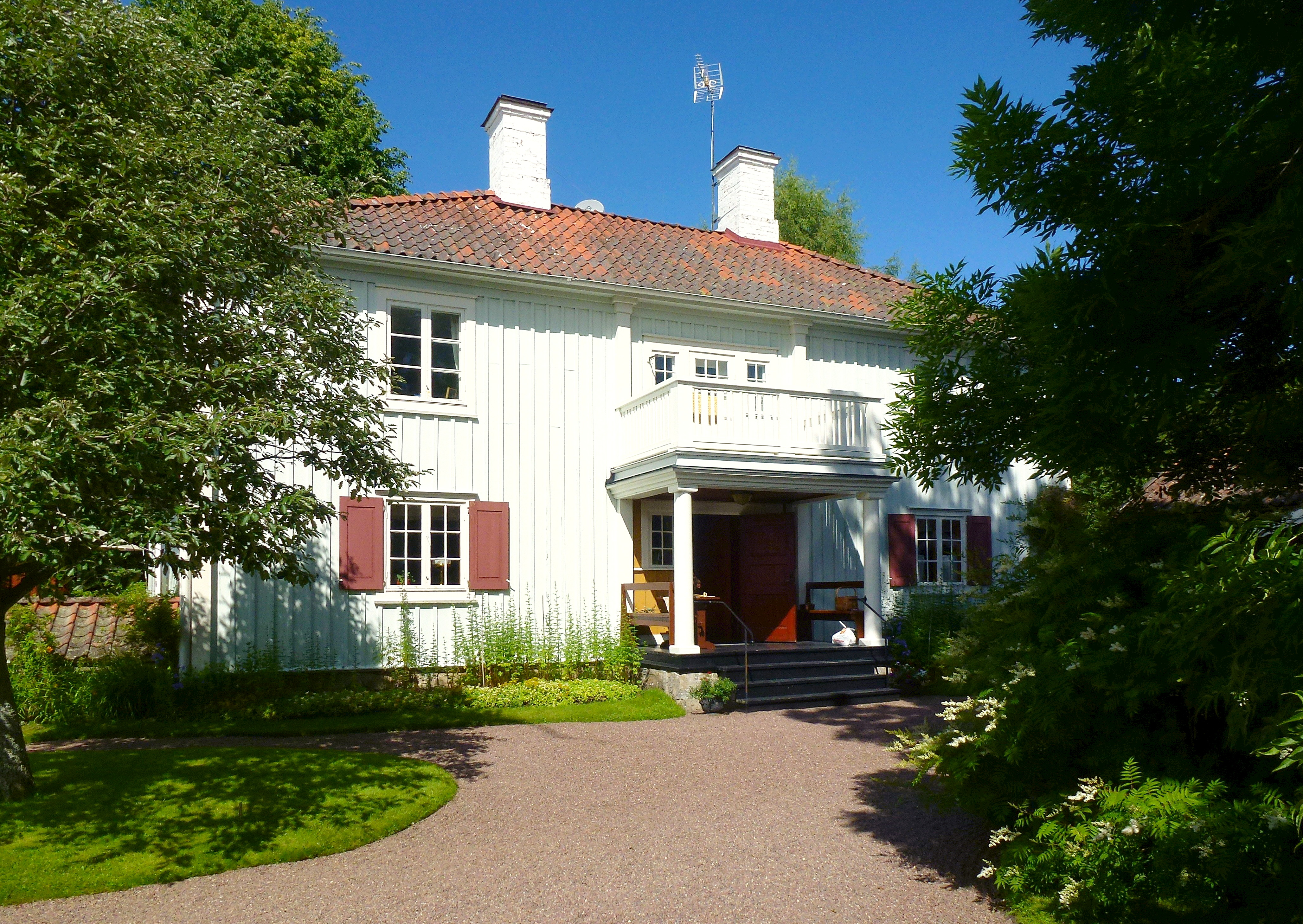
Karlfeldtsgården Sångs huvudbyggnad.

Karlfeldtsgården Sångs ligger i Sjugare norr om Leksand i Leksands kommun. Gården var Erik Axel Karlfeldts sommarviste mellan 1922 och fram till hans död 1931. Karlfeldt kallade gården Sånggården, men i dagligt tal heter den Sångs.

## Gården

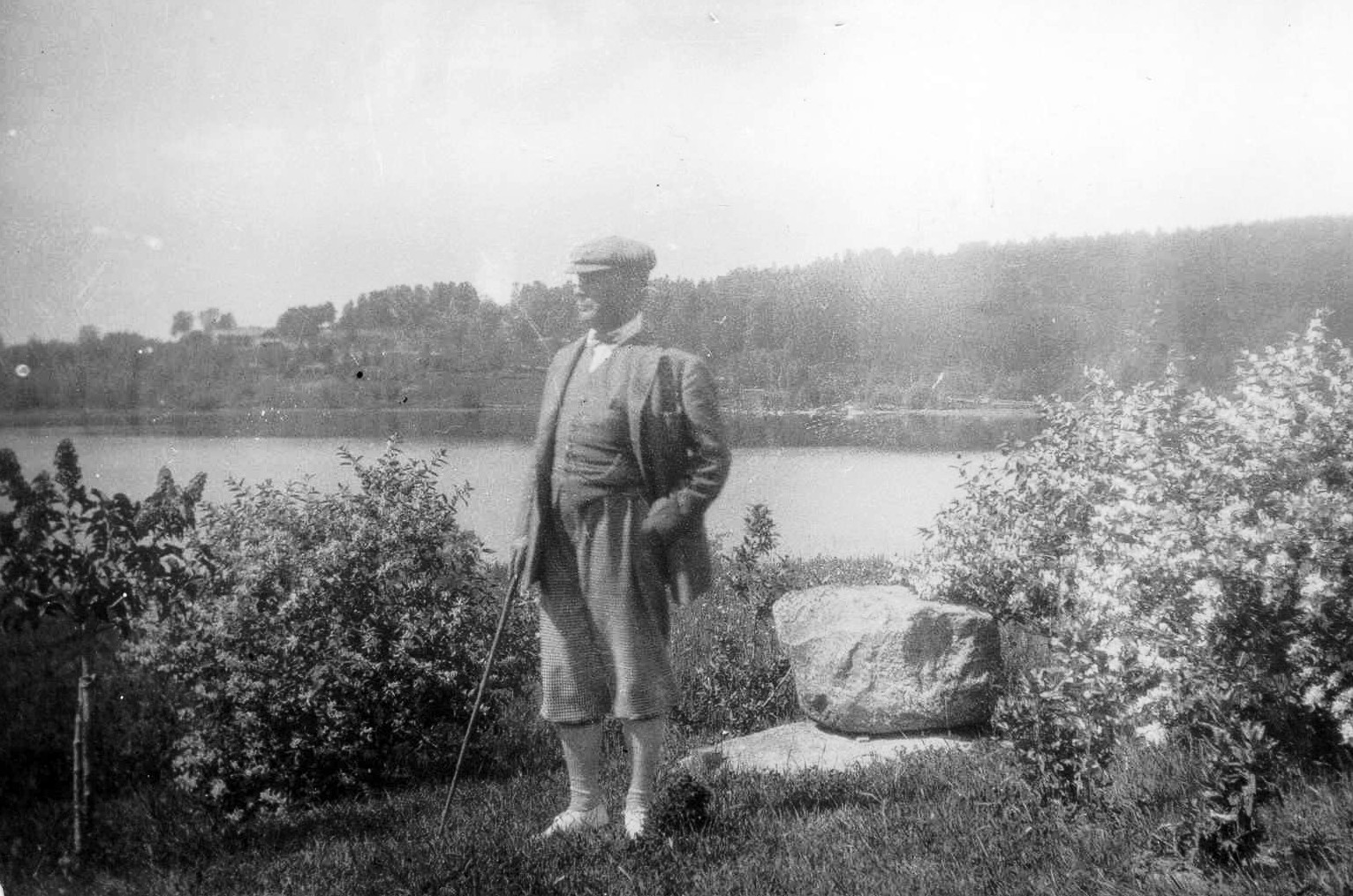
Erik Axel Karlfeldt i Sånggårdens trädgård med sjön Opplimen i bakgrunden.

Från 1900-talets början besökte paret Karlfeldt ofta Leksand och Mora där de var inbjudna av vännerna Anders och Emma Zorn. Så föddes drömmen om ett eget hem i trakten. I Sjugare norr om Leksand fann Erik Axel Karlfedt det han sökte och i augusti 1921 förvärvade han en mindre 1600-talsgård. Meningen var att familjen Karlfeldt skulle tillbringa sin lediga tid här medan huvudbostaden fanns kvar i Stockholm. Under år 1922 byggdes den enkla stugan om till en mindre, vitmålad herrgård efter ritningar av målaren Gustaf Ankarcrona. Till huvudbyggnaden kom sedermera vävkammare, portlider, en stuga till pojkarna och ett stall som bildade ett skydd mot bygatan. Bebyggelsen avslutades med en ”gammelstuga” från trakten som blev skaldens diktarstuga. 
Karlfeldtsgården Sångs beboddes av skaldens ättlingar fram till 1992, därefter tillträdde nya ägare. Gården är privatbostad men trädgården och diktarstugan är sedan 1946 öppna för allmänheten under sommartid och i samband med guidade visningar.

## Trädgården
Intill gården anlades en lustträdgård som planerades av trädgårdsarkitekten Ester Claesson (1884–1931). Hennes originalritningar från 1920-talet finns bevarade och trädgården sköts fortfarande idag efter hennes planer. Trädgården byggdes i terrasser ner mot sjön Opplimen med lusthus och lustgård, samt lövträd, rosor, medicinalväxter och 250 arter perenner. Längst ner mot sjön står två stora ekar som Karlfeldt själv planterade med hjälp av ekollon från Hagaparken i Stockholm.

## Bilder

Gårdens byggnader
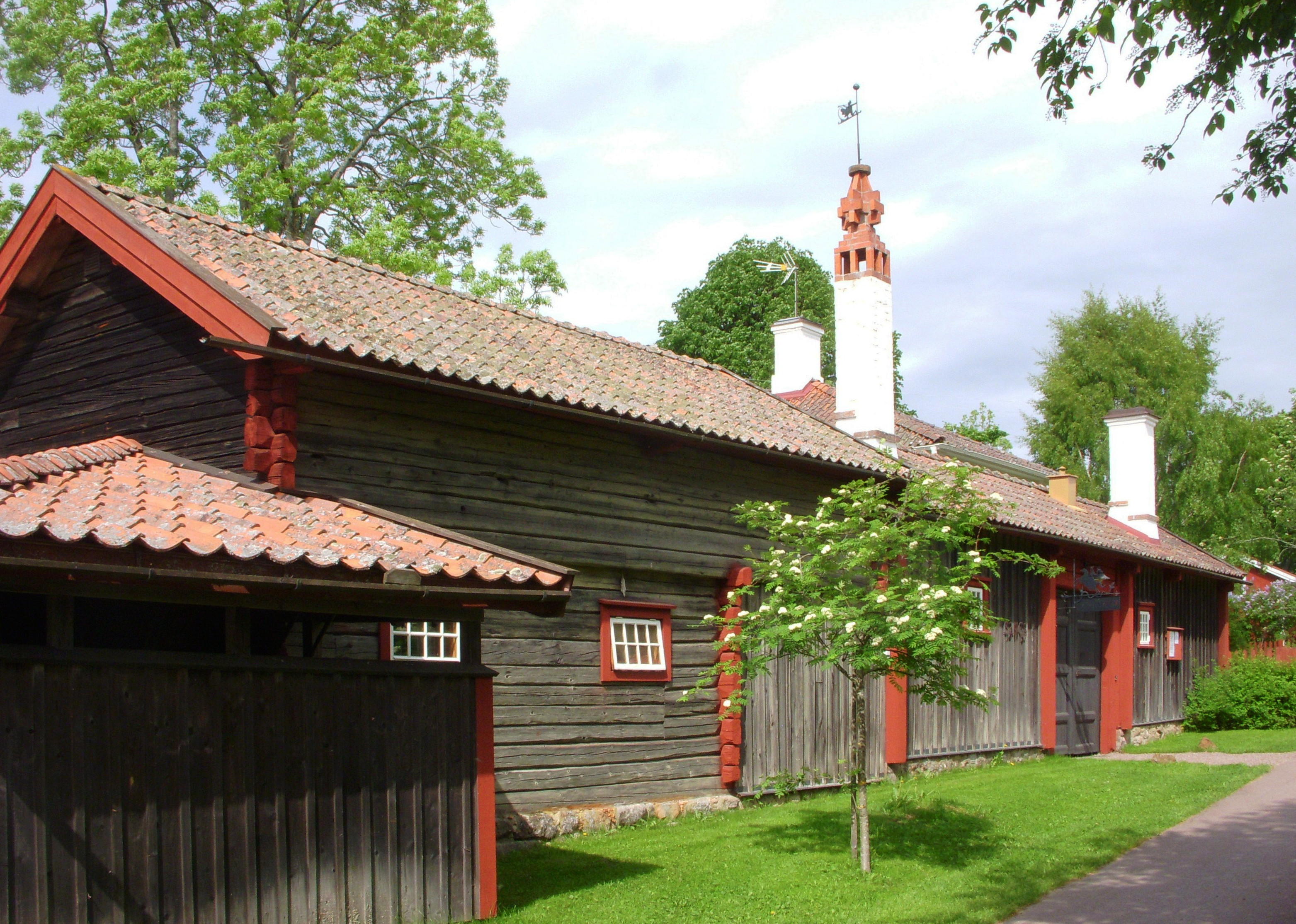
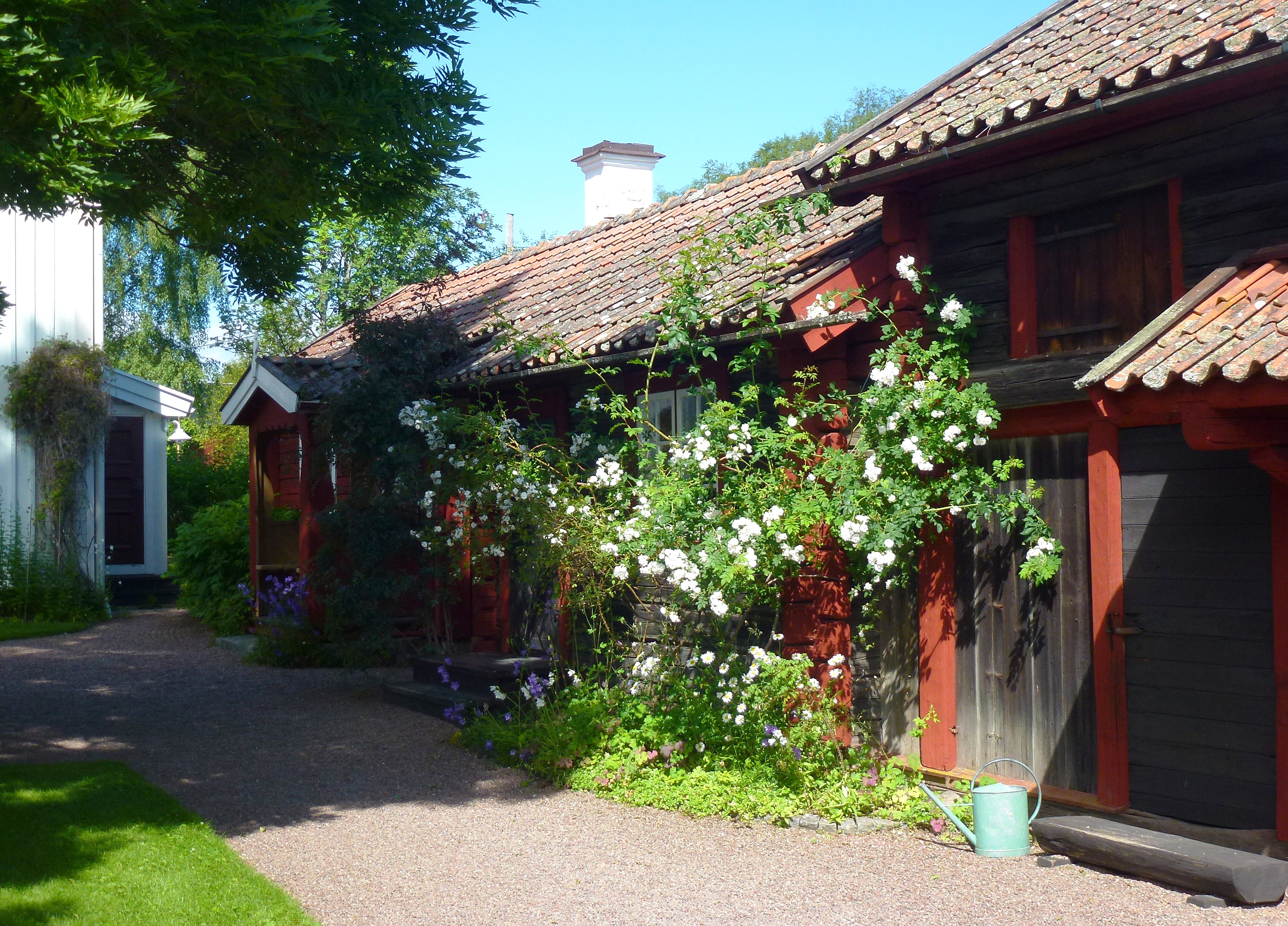
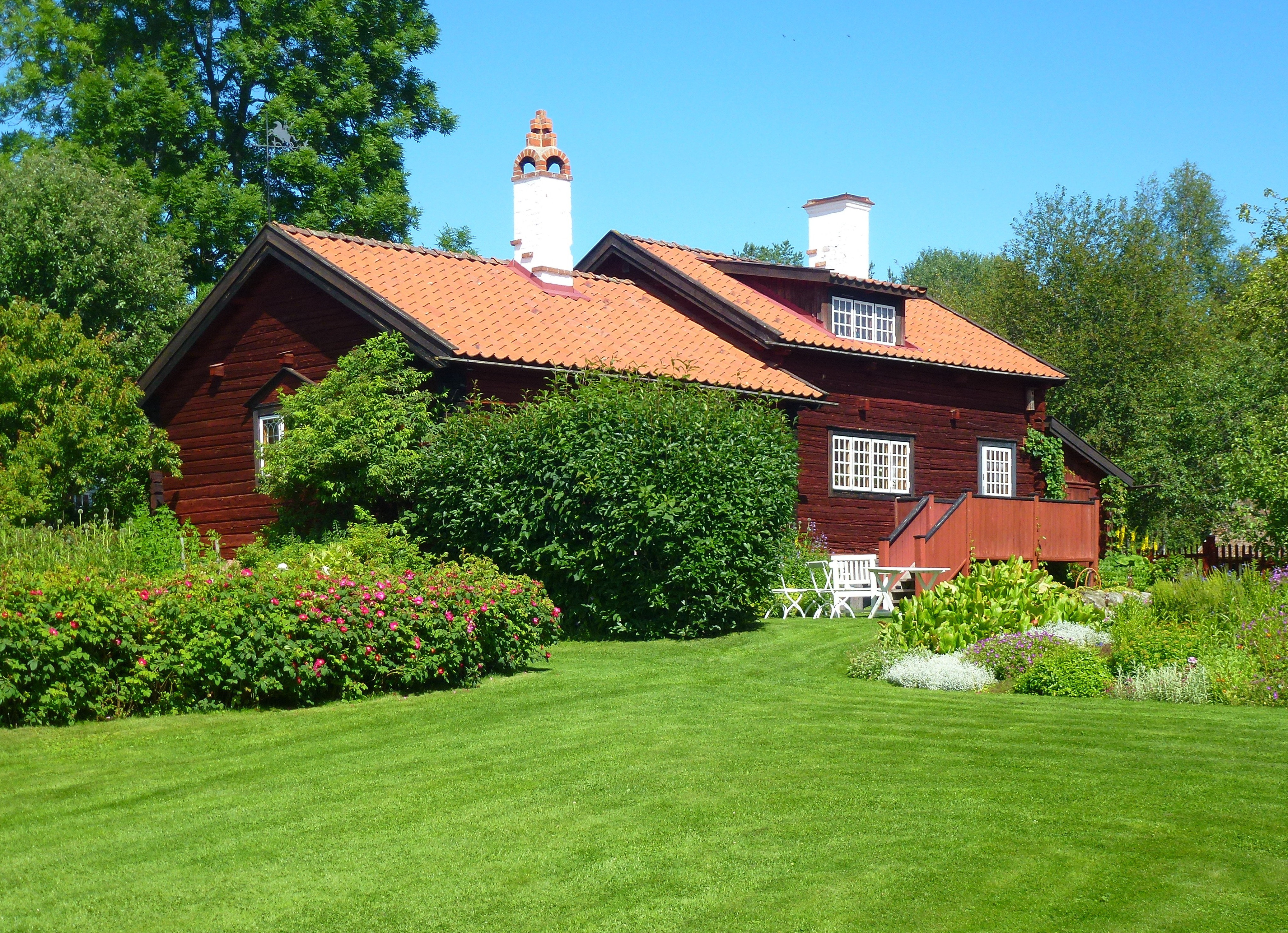
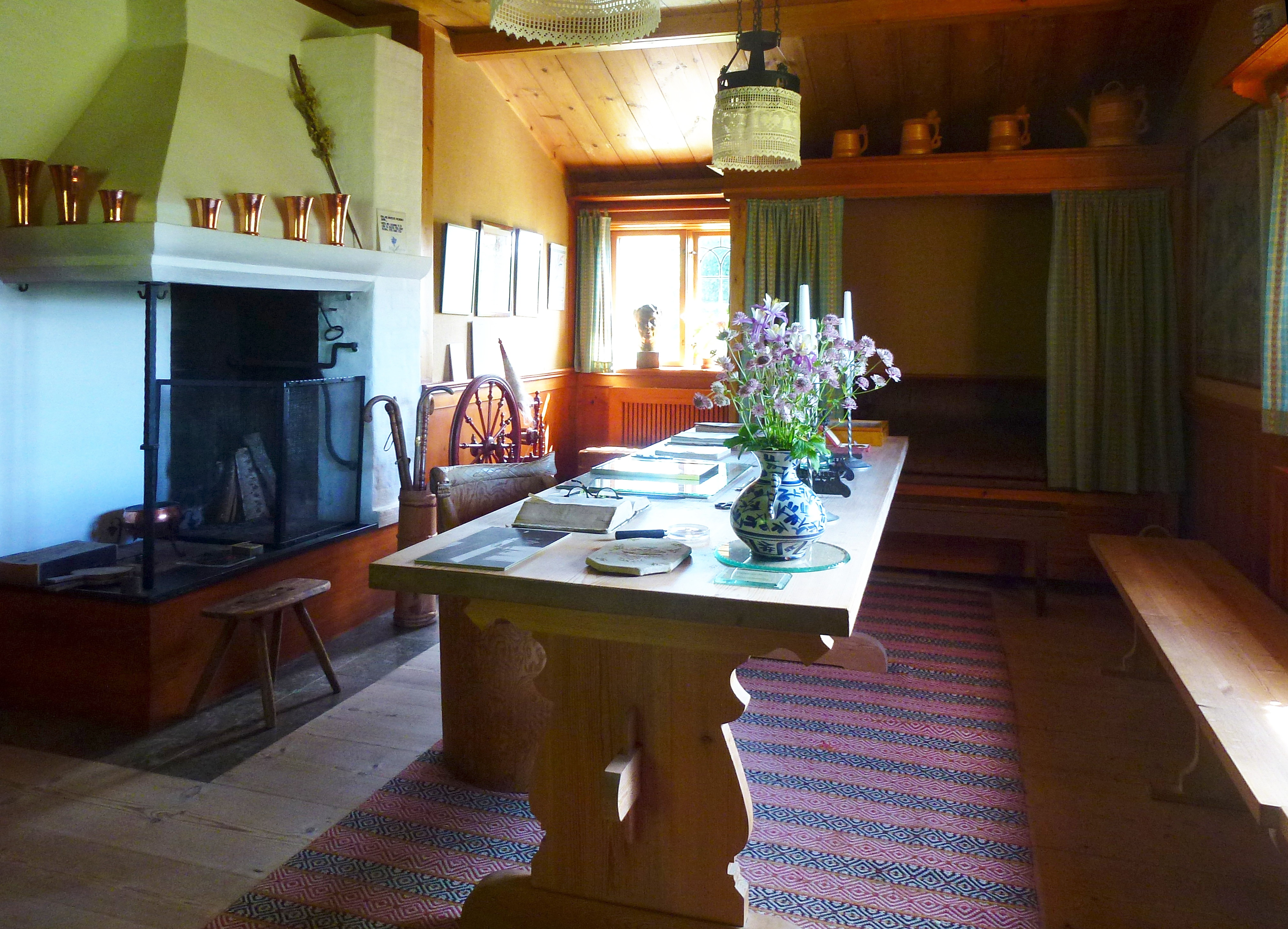

Trädgården
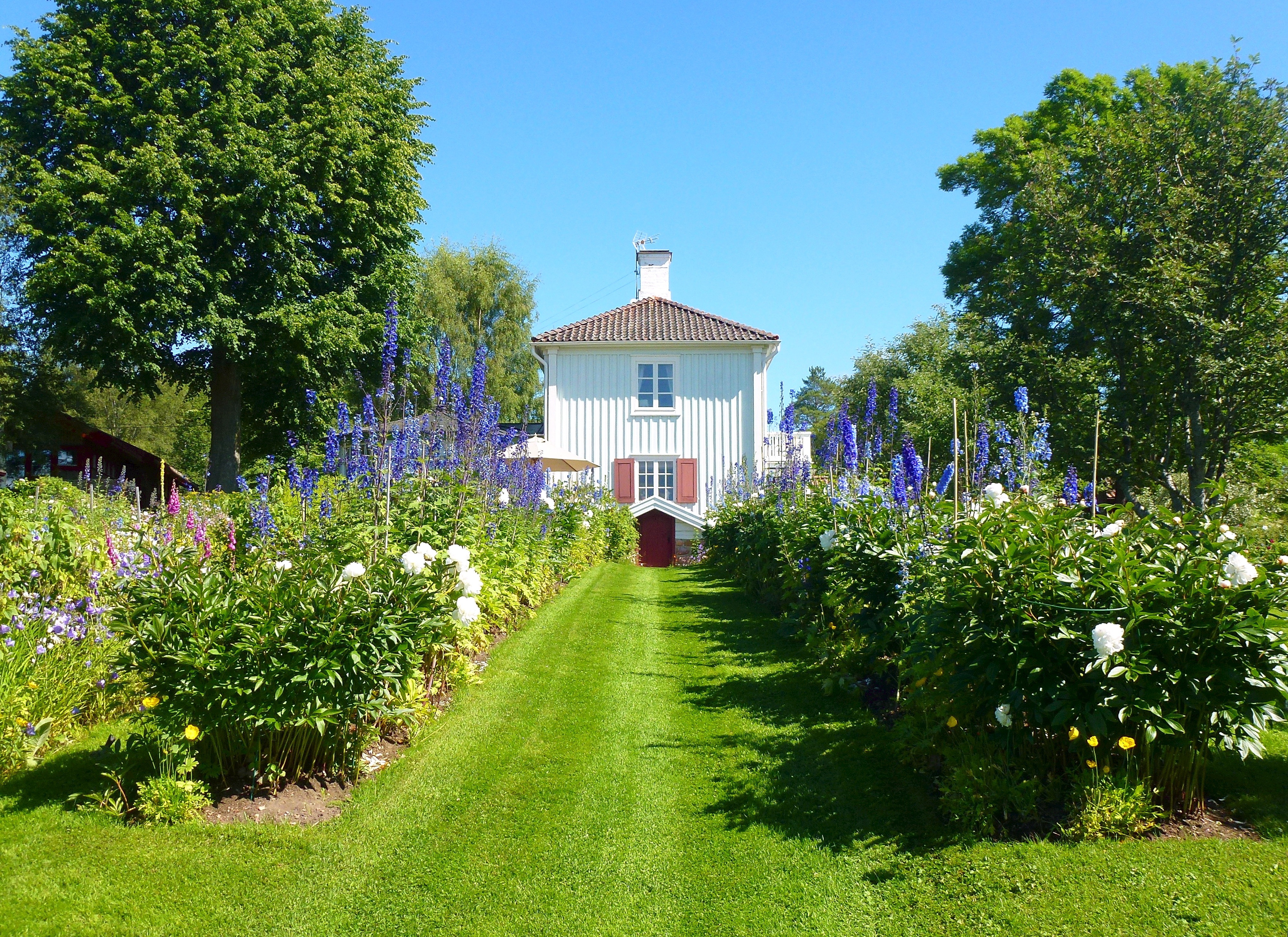
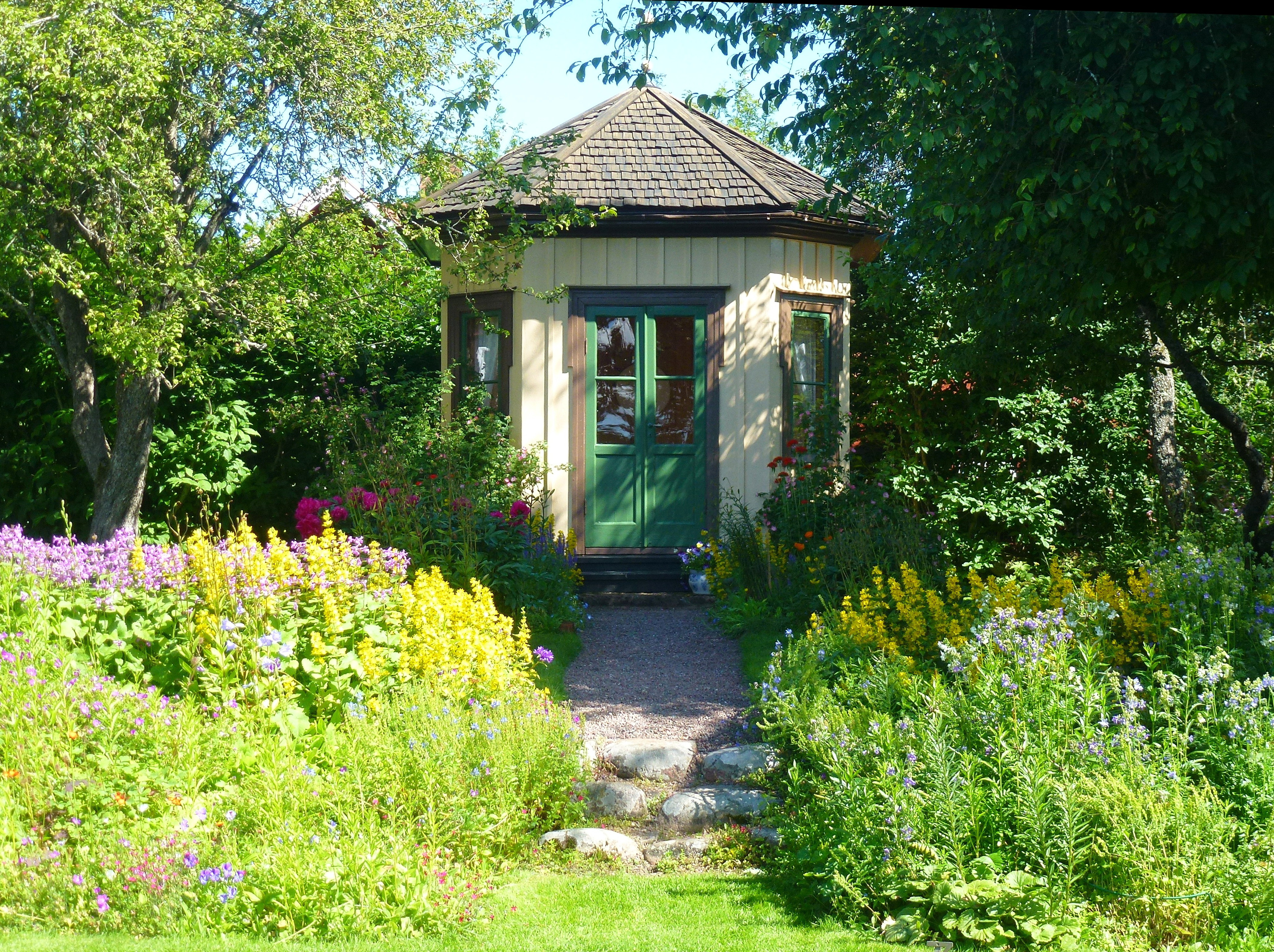
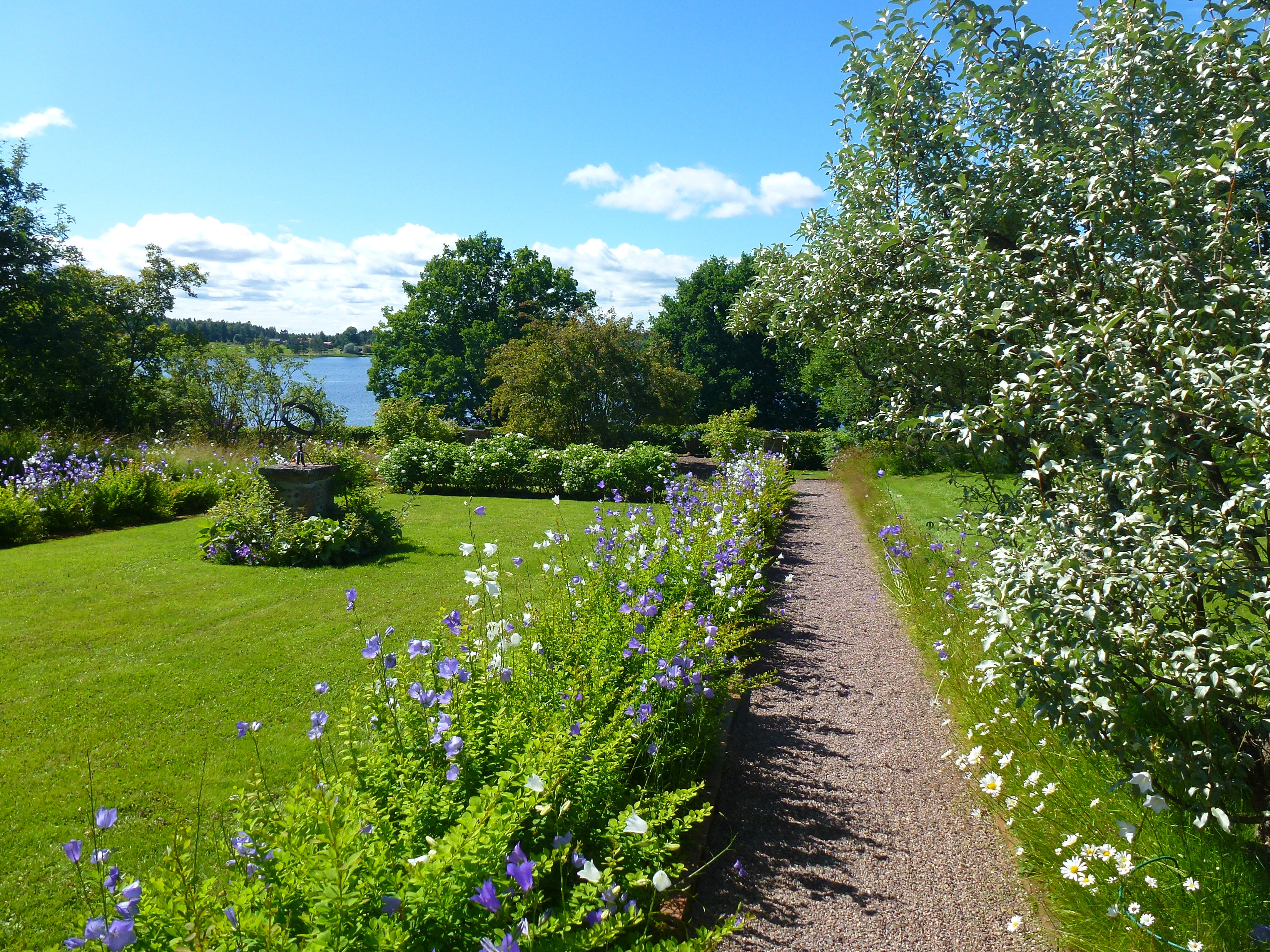
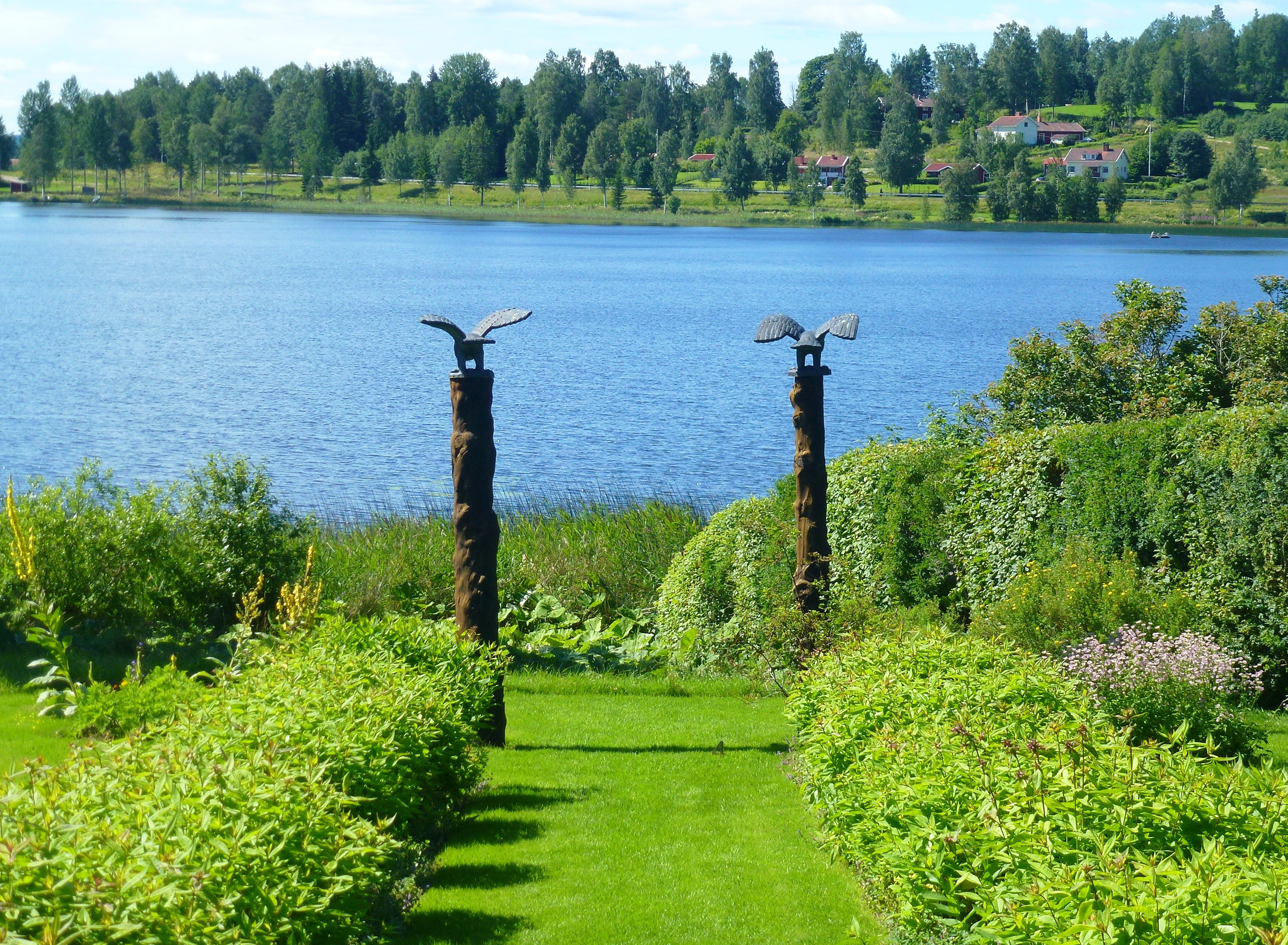